# Scilurus

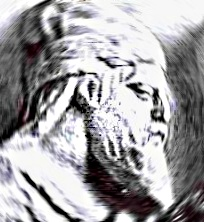
Skiluros op een relief van Neapolis, de Scythische hoofdstad op de Krim

Scilurius was een koning der Scythen in de 2e eeuw v.Chr. Hij komt voor in een werk van Plutarchus.
De "Pijlenbundel van Scilurius" is in de heraldiek het zinnebeeld van de kracht die men gezamenlijk heeft. Één enkele pijl kan men gemakkelijk breken, een bundel pijlen is daarentegen zo sterk dat dat niet lukt. De humanistisch geschoolde keizer Karel V sprak in 1520 in Brussel de Staten-Generaal der Nederlanden toe en verwees naar de door Plutarchus verhaalde legende van koning Scilurus die zijn 24 kinderen die zich rond zijn sterfbed verzameld hadden, liet zien dat men een bundel van 24 pijlen niet kon breken. "Eenheid en vriendschap maken onoverwinnelijk" zo vatte de jonge heer der Nederlanden het verhaal samen.
Scilurius had in andere bronnen 80 zonen. Een andere lezing luidt: "Op zijn sterfbed riep hij hen bijeen en gaf hun een bundel met samengebonden pijlen. Hij vroeg hun de pijlen alle tegelijk te breken. Dat bleek onmogelijk. Daarop maakte hij de bundel los en brak de pijlen een voor een doormidden"  
Sindsdien is de pijlenbundel een symbool van eenheid en kracht.